# Гірські дощові ліси півночі Нової Гвінеї
Гірські дощові ліси півночі Нової Гвінеї (ідентифікатор WWF: AA0116) — австралазійський екорегіон тропічних та субтропічних вологих широколистяних лісів, розташований на півночі Нової Гвінеї.

## Географія
Екорегіон гірських дощових лісів півночі Нової Гвінеї охоплює ізольовані гори Ван Ріса, гори Фоджа, гори Циклопів, гори Бевані, гори Торічеллі, гори Принца Александра та гори Адельберта, розташовані на півночі Нової Гвінеї, між Центральним хребтом та узбережжям Тихого океану. Вони переважно простягаються із заходу на схід та є нижчими, ніж гори Центрального хребта: висота гір Ван-Ріс становить 1430 м, гір Фоджа — 2193 м, гір Циклопів — 2158 м, гір Бевані — 1960 м, гір Торрічеллі — 1650 м, гір Принца Александра — 1240 м, а гір Адельберта — 1718 м. З геологічної точки зору основу екорегіону складають пліоценові метаморфічні та осадові породи. У навколишніх передгір'ях та низовинах на висоті нижче 1000 м над рівнем моря гірські дощові ліси Північної Нової Гвінеї переходять у рівнинні дощові та прісноводні заболочені ліси півночі Нової Гвінеї.

## Клімат
В межах екорегіону домінує екваторіальний клімат (Af за класифікацією кліматів Кеппена). Середньорічна кількість опадів тут перевищує 2000 мм.

## Флора
Рослинний покрив екорегіону представлений тропічними гірськими дощовими лісами. Лісовий намет в гірських лісах розташований на нижчій висоті, ніж у рівнинних дощових лісах, однак щільність дерев і кущів в них є вищою. Основу гірських дощових лісів екорегіону складають новогвінейські кастанопсиси (Castanopsis acuminatissima) та різні види літокарпусів (Lithocarpus spp.) з родини Букові (Fagaceae), а також різні види сизигіумів (Syzygium spp.), падубів (Ilex spp.) та різноманітних представників родин Кунонієві (Cunoniaceae), Елеокарпові (Elaeocarpaceae) та Лаврові (Lauraceae). Подекуди у лісах зустрічаються густі насадження нотофагусів або південних буків (Nothofagus spp.) та папуанських араукарій (Araucaria cunninghamii var. papuana). На найвищих висотах екорегіону, на висоті понад 2000 м над рівнем моря, поширені хвойні ліси, у яких переважають папуаські кедри (Papuacedrus papuana), низьколисті філлокладуси (Phyllocladus hypophyllus) та різні види ногоплідників (Podocarpus spp.) і дакрикарпусів (Dacrycarpus spp.).
У гірських лісах, поширених в горах Фоджа, переважають різні види каній (Kania spp.), метросідеросів (Metrosideros spp.) та ксантомиртусів (Xanthomyrtus spp.), а на більших висотах – різні види літокарпусів (Lithocarpus spp.) та південних буків (Nothofagus). На висоті 1200 м над рівнем моря в горах Фоджа домінують папуанські араукарії (Araucaria cunninghamii var. papuana), олеандролисті ногоплідники (Podocarpus neriifolius), новогвінейські каурі (Agathis labillardieri) та різні види калофіллумів (Calophyllum spp.) і палаквіумів (Palaquium spp.), а на висоті понад 1400 м над рівнем моря — папуаські кедри (Papuacedrus papuana), низьколисті філлокладуси (Phyllocladus hypophyllus), а також різні види дакридіумів (Dacrydium spp.), ногоплідників (Podocarpus spp.) та мірсин (Myrsine spp.). 
Домінування південних голонасінних дерев в горах регіону відображає давню природу ізольованого екорегіону. Флора екорегіону характеризується високим різноманіттям: за оцінками дослідників, в горах Торрічеллі Бевані та Принца Александра зустрічається понад 2000 видів рослин. Відомо про кілька ендемічних видів рослин, що зростають в горах Циклопів. але загалом флора екорегіону є недостатньо дослідженою. Так, люди вперше піднялися у ізольовані гори Фоджа лише у 1979 році, а перша наукова експедиція відправилася у ці гори лише у 2005 році.

## Фауна
В межах екорегіону зустрічається 51 вид ссавців — передусім сумчастих, дрібних гризунів та рукокрилих. Серед поширених в регіоні ссавців слід відзначити плямистого кускуса (Spilocuscus maculatus), наземного кускуса (Phalanger gymnotis), смугастого поссума (Dactylopsila trivirgata), пір'їнохвостого поссума (Distoechurus pennatus), цукрову сумчасту летягу (Petaurus breviceps), новогвінейського квола (Dasyurus albopunctatus), трисмугу сумчасту куницю (Myoictis melas), довгохвосту сумчасту куницю (Murexia longicaudata), звичайного колючого бандикута (Echymipera kalubu), довгоносого колючого бандикута (Echymipera rufescens), великого новогвінейського колючого пацюка (Rattus praetor), скельного велетенського пацюка (Xenuromys barbatus), велетенського білохвостого щура (Uromys caudimaculatus), чорнохвостого мозаїкохвостого щура (Melomys rufescens), золоточеревого боброщура (Hydromys chrysogaster), каштанову деревну мишу (Pogonomys macrourus) та великого крилана (Pteropus neohibernicus).
Ендеміками екорегіону є деревні кенгуру Скотта або тенкіле (Dendrolagus scottae), найбільші та одні з найрідкісніших ссавців Папуа Нової Гвінеї, а також золотоголові деревні кенгуру (Dendrolagus pulcherrimus), північні сумчасті летяги (Petaurus abidi), північні водяні щури (Paraleptomys rufilatus) та моховинки Мюссера (Pseudohydromys musseri). Крім того, ендеміками екорегіону є проєхидни Аттенборо (Zaglossus attenboroughi), найрідкісніші яйцекладні ссавці світу. Проєхидни Аттенборо тривалий час були відомі за єдиним зразком, зібраним у 1961 році в горах Фоджа, поки у 2023 році ця тварина не потрапила у поле зору фотопастки.
Серед майже ендемічних представників екорегіону, які також зустрічаються в низинах Північної Нової Гвінеї або в горах Центрального хребта та в інших горах острова, слід відзначити валлабі Брауна (Thylogale browni), кільчастохвостого поссума д'Альбертіса (Pseudochirops albertisii), маскового кільчастохвостого поссума (Pseudochirulus larvatus), чорнохвостого сумчастого щура (Murexia melanurus), бандикута Раффрея (Peroryctes raffrayana), колючого бандикута Клари (Echymipera clara), стрункого пацюка (Rattus verecundus), малого колючого пацюка (Rattus steini), гірського мозаїкохвостого щура (Paramelomys rubex), великого мозаїкохвостого щура (Mammelomys rattoides), лускатого мозаїкохвостого щура (Mammelomys lanosus), чагарникову мишу Маєра (Pogonomelomys mayeri), новогвінейську стрибаючу мишу (Lorentzimys nouhuysi), велику деревну мишу (Pogonomys loriae), землерийкомишу Річардсона (Microhydromys richardsoni), листоноса Волластона (Hipposideros wollastoni), гірського трубконосого крилана (Nyctimene certans) та папуанську проєхидну (Zaglossus bartoni).
Характерними представниками орнітофауни екорегіону є попелясті корольці (Heteromyias albispecularis), чорнолобі корольці (Heteromyias armiti), сірі корольці-чернеці (Peneothello cryptoleuca), сизі корольці-чернеці (Peneothello cyanus), білогузі корольці-чернеці (Peneothello bimaculata), жовтоногі гвінейниці (Kempiella griseoceps), рудоспинні тоутоваї (Eugerygone rubra), сірі тоутоваї-світлооки (Pachycephalopsis poliosoma) та малі чиркачі (Amalocichla incerta) з родини тоутоваєвих (Petroicidae), гірські медовички (Myzomela adolphinae), червоношиї медовички (Myzomela rosenbergii), сірі медовички (Pycnopygius cinereus), рудоволі медвянці (Melidectes torquatus), сивоспинні медвянці (Melidectes ochromelas), бурі медвянчики (Melipotes fumigatus), лісові медолюби (Microptilotis montanus) та тонкодзьобі медолюби (Microptilotis orientalis) з родини медолюбових (Meliphagidae), золотоспинні дивоптахи-білозори (Cicinnurus magnificus), східні дивоптахи-серподзьоби (Drepanornis albertisi), чорні дивоптахи-шилодзьоби (Epimachus fastosus) та великі паротії (Parotia wahnesi) з родини дивоптахових (Paradisaeidae), а також золотокрилі альтанники (Sericulus aureus) з родини наметникових (Ptilonorhynchidae). Ці птахи є представниками ендемічних для Австралазії родин, найбільше різноманіття яких спостерігається на Новій Гвінеї. Тоутоваєві — це дрібні комахоїдні птахи, подібні до мухоловок Старого Світу, а медолюби — це переважно дрібні птахи, що живляться нектаром, подібно до американських колібрі та африканських і азійських нектарок. Представники родини дивоптахових, також відомі як "райські птахи", вирізняються яскравим й химерним оперенням, а представники родини наметникових — дуже складною та цікавою шлюбною поведінкою, при якій самці будують своєрідні "намети", прикрашаючи їх та приваблюючи таким чином самиць.
Серед інших птахів, поширених в екорегіоні, слід відзначити малого казуара (Casuarius bennetti), смугасту качку (Salvadorina waigiuensis), новогвінейського тілопо (Ptilinopus ornatus), великого еготело (Aegotheles insignis), яструба Бюргера (Erythrotriorchis buergersi), великого тороторо (Syma megarhyncha), орлиноголового папугу (Psittrichas fulgidus), червоноволого папужку-пігмея (Micropsitta bruijnii), темноголового лорікета (Charmosyna josefinae), вогнистого лорікета (Charmosynopsis pulchella), чорнощокого нявкуна (Ailuroedus melanotis), буроволого ріроріро (Gerygone ruficollis), золотолобу товстодзьобку (Pachycare flavogriseum), гірського папоротчука (Origma robusta), оливкового кущовика (Aethomyias arfakianus), папуанського кущовика (Aethomyias papuensis), великого кущовика (Sericornis nouhuysi), плямистокрилого шперкаря (Ptilorrhoa leucosticta), червоно-синього шперкаря (Ptilorrhoa castanonota), жовтощокого ягодоїда (Oreocharis arfaki), жовтобородого свистуна (Aleadryas rufinucha), королівського свистуна (Pachycephala schlegelii), іржастого свистуна (Pachycephala hyperythra), зеленоспинного свистуна (Pachycephala soror), чубатого пітогу (Ornorectes cristatus), чорноволого совкодзьоба (Machaerirhynchus nigripectus), великого ланграйна (Artamus maximus), гірського біловуха (Peltops montanus), жовтоокого шикачика (Coracina lineata), чорночеревого шикачика (Edolisoma montanum), товстодзьобого шикачика (Coracina caeruleogrisea), папуанську віялохвістку (Rhipidura brachyrhyncha), сірочереву віялохвістку (Rhipidura albolimbata), чорну віялохвістку (Rhipidura atra), чорного монарха (Symposiachrus axillaris), чорнокрилого монарха (Monarcha frater), новогвінейську скунду (Grallina bruijnii), великого чорняка (Megalampitta gigantea), світлочереву лорію (Loboparadisea sericea), товстодзьобого фруктоїда (Rhamphocharis crassirostris), віялохвостого фруктоїда (Melanocharis versteri), жовточеревого фруктоїда (Melanocharis longicauda), оливкового фруктоїда (Melanocharis arfakiana), новогвінейського окулярника (Zosterops novaeguineae), малого окулярника (Zosterops minor), темнолобого окулярника (Zosterops chrysolaemus) та оливкового окулярника (Zosterops fuscicapilla). Ендеміками екорегіону є погоничі Майра (Rallicula mayri), фойські паротії (Parotia berlepschi), жовтокриллі альтанники (Sericulus bakeri), жовтолобі садороби (Amblyornis flavifrons), гірські смужники (Ptiloprora mayri) та фойські медвянчики (Melipotes carolae), які зустрічаються виключно в горах на півночі Нової Гвінеї.

## Збереження
Оцінка 2017 року показала, що 3374 км², або 15 % екорегіону, є заповідними територіями. Природоохоронні території включають: Природний заповідник Мамберамо-Фоджа та Природний заповідник гір Циклопів в Індонезії.